# 艾杜内
艾杜内·加西亚·阿尔马格罗（西班牙語：Edurne García Almagro，或译安朵娜，1985年12月22日—）是一名西班牙舞曲流行女歌手、演员、电视主持人和模特。2005末，她因参加《Operación Triunfo》并获得第6名而崭露头角。2015年，她凭借歌曲《拂晓》("Amanecer")代表西班牙参加《欧洲歌唱大赛》，但只取得第21名。代表作有《Lo Que Sientes》、《Lo Siento》、《Ven Por Mi》、《Soy Como Soy》、《Despierta》和《Fue Para Los Dos》。
2016年2月1日，她与罗琳及“美声男伶”成员卡洛斯·马林（Carlos Marín）一同担任了2016年欧歌赛西班牙国内歌曲选拔赛《Objetivo Eurovisión》的决赛评委。是西班牙国家队及曼联队门将德赫亚的女友。

## 个人经历
9岁时，艾杜内参加过一个叫“Trastos”的少儿音乐团。这个音乐团出过3张唱片，曾在西班牙音乐剧《Música sí》中演唱过歌曲，并加入过东方三博士狂欢游行。她在2002年电视剧《Hospital Central》和2003年电视剧《Ana y los 7》中都饰演过小角色。2005年末，她参加了《Operación Triunfo》第4季，但在第12期节目中以第6名的成绩遭淘汰。之后，她与索尼音娱签约。

### 2006年-2007年: 首专

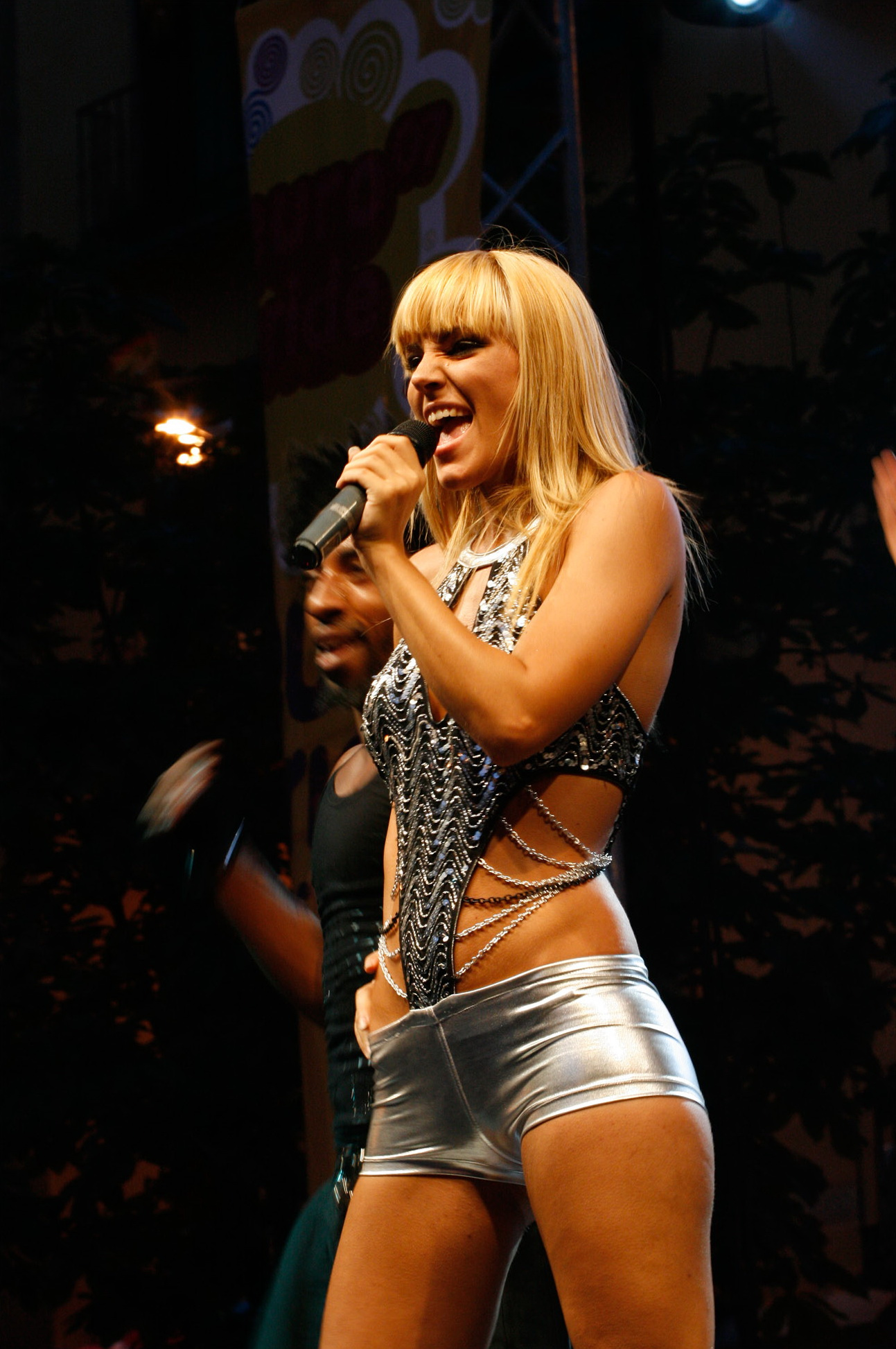
艾杜内于2007年在同性恋活动“欧洲骄傲”中献艺。

2006年，艾杜内发售了第一张同名个人专辑《Edurne》。同年北夏，她发布了《Amores dormidos》。这首《Amores dormidos》是由“梵高左耳”乐团所写，后来也由其成员阿玛娅·蒙特罗翻唱并收录于该乐团的专辑《Más Guapa》中。同年，艾杜内演唱了西班牙5台剧集《Yo Soy Bea》(改编自哥伦比亚电视剧《我是丑女贝蒂》)的主题曲《Te Falta Veneno》，这首歌后收录于该剧的原声碟中。她之后发布的首专改版中也收录了这首《Te falta veneno》。年末，艾杜内入选“Los 40 Principales”电台所评的“2006年最佳新晋艺人”，但未获奖。她的歌曲《Amores dormidos》也收录于该台“2006年最佳新晋艺人”入围歌曲精心合辑《Los nº 1》中。
她2007年发布的歌曲《Fue Para Los Dos》翻唱自挪威歌手玛丽亚·亚瑞唐多的单曲《Brief and Beautiful》。

### 2021年: 產女
2021年3月，艾杜内與男友大衛·德赫亞有了第一個孩子，一個名叫Yanay的女兒。

## 音乐作品

### 录音室专辑
- Edurne (2006年)
- Ilusión (2007年)
- Première (2008年)
- Nueva piel (2010年)
- Climax (2013年)
- Adrenalina (2015年)